# Fase de repesca para la Copa Mundial de Rugby de 2027
La fase de repesca de las eliminatorias para el Mundial de Rugby de 2027, oficialmente denominada como Torneo Final de Clasificación, será la última etapa de clasificación para el Mundial de Australia de 2027. Se llevará a cabo a finales de 2025.
El torneo mantendrá su formato de disputa, el sistema de todos contra todos a sede única, pero debido a la expansión del Mundial de 20 a 24 equipos, la distribución de cupos fue alterada: 1 equipo de Europa (Europa 5), 1 equipo de Sudamérica (Sudamérica 3), el ganador del repechaje Asia-África y el perdedor del repechaje Sudamérica-Pacífico.

## Equipos participantes
| Equipo                    | Vía de clasificación                             |
| ------------------------- | ------------------------------------------------ |
| Sudamérica 3              | 3.° puesto en el Sudamericano de Rugby 2025.     |
| Sudamérica 2 ó Pacífico 4 | Perdedor del repechaje Sudamérica-Pacífico.      |
| Bélgica (Europa 5)        | 5.° puesto en el Rugby Europe Championship 2025. |
| Namibia (Africa 2)        | Ganador del repechaje África-Asia.               |

## Repechajes

### Repechaje Sudamérica-Pacífico
El repechaje Sudamérica-Pacífico se dará entre el subcampeón del Sudamericano de Rugby 2025 y el último del Pacific Nations Cup 2025. El ganador clasificará de forma directa a la Copa del Mundo, mientras que el perdedor jugará el Torneo Final de Clasificación.
| 20 de septiembre de 2025 | PNC 4 | vs. | Sudamérica 2 |  |  |

| 27 de septiembre de 2025 | Sudamérica 2 | vs. | PNC 4 |  |  |

### Repechaje África-Asia
El repechaje África-Asia se dio entre los subcampeones del Asia Rugby Championship 2025, Emiratos Árabes Unidos, y el Rugby Africa Cup 2025, Namibia. El ganador clasificó al Torneo Final de Clasificación, mientras que el perdedor fue eliminado. 
| 26 de julio de 2025 | Namibia | 86 - 29 | Emiratos Árabes Unidos | Kampala, Uganda |  |

## Torneo Final de Clasificación
| Pos. | Equipo                    | Encuentros | Encuentros | Encuentros | Tantos  | Tantos    | Tantos     | Puntos Bonus | Puntos Totales |
| Pos. | Equipo                    | ganados    | empatados  | perdidos   | a favor | en contra | diferencia | Puntos Bonus | Puntos Totales |
| ---- | ------------------------- | ---------- | ---------- | ---------- | ------- | --------- | ---------- | ------------ | -------------- |
| 1.°  | Bélgica                   | 0          | 0          | 0          | 0       | 0         | +0         | 0            | 0              |
| 2.°  | Namibia                   | 0          | 0          | 0          | 0       | 0         | +0         | 0            | 0              |
| 3.°  | Sudamérica 3              | 0          | 0          | 0          | 0       | 0         | +0         | 0            | 0              |
| 4.°  | Sudamérica 2 ó Pacífico 4 | 0          | 0          | 0          | 0       | 0         | +0         | 0            | 0              |

|  | Clasifica a la Copa Mundial de Rugby de 2027. |